# Романяк Мирослав Йосипович
Мирослав Йосипович Романяк (26 липня 1913, місто Дрогобич, Австро-Угорщина — 30 жовтня 2006, місто Дрогобич) — почесний громадянин Дрогобича, відомий лікар-хірург, професор, депутат Верховної Ради СРСР 3-го скликання. Депутат Дрогобицької обласної ради 2-го скликання.

## Біографія
Народився в родині робітника Дрогобицького солеварного заводу. Після закінчення початкової школи поступив на навчання в Дрогобицьку українську гімназію, де навчався до 8-го класу. Восени 1930 року гімназія була закрита польською владою і Мирослав Романяк продовжив навчання у Львівській малій духовній семінарії та Дрогобицькій малій духовній семінарії, яку закінчив у червні 1931 року.
У 1931—1932 роках — навчався на 1-му курсі медичного факультету університету міста Брно в Чехословаччині. У 1932 повернувся до Дрогобича, де в червні 1933 року закінчив 8-й клас гімназії та отримав державний диплом Польщі.
У 1933—1939 роках — студент медичного факультету університету міста Познань в Польщі.
У травні 1939 — березні 1943 р. — ординатор хірургічного відділення Дрогобицької лікарні. У червні 1943 — липні 1944 р. — хірург Золочівської лікарні. У серпні 1944 — 1945 р. — ординатор хірургічного відділення Дрогобицької обласної лікарні.
У 1945—1968 роках — завідувач хірургічного відділення Дрогобицької обласної (з 1959 року — міської) лікарні. У 1949—1959 роках — головний хірург Дрогобицької області.
У 1950 році захистив кандидатську дисертацію на тему «Ендемічний зоб в Дрогобицькій області УРСР».
У 1957—1968 роках — доцент кафедри фізичного виховання, доцент, професор кафедри педагогіки, викладач курсу «Основи медичних знань» Дрогобицького педагогічного інституту імені Івана Франка.
У січні 1962 отримав вчений ступінь доктора медичних наук за докторську дисертацію «Матеріали про вплив лікувальних факторів курорту Трускавець на стан хворих після резекції шлунку з приводу виразкової хвороби шлунку і дванадцятипалої кишки». У 1965 році отримав вчене звання професора.
У 1968—1978 роках — професор, завідувач кафедри загальної хірургії Івано-Франківського медичного інституту.
У 1978—2006 роках — професор кафедри педагогіки, кафедри психології, кафедри вікової фізіології, валеології і шкільної гігієни, кафедри інноватики Дрогобицького педагогічного інституту імені Івана Франка. Водночас працював консультантом хірургічного відділення Дрогобицької районної лікарні.
За час медичної праці зробив понад 11 тисяч хірургічних операцій. З 1997 року — дійсний член Української академії наук Національного прогресу. З 1963 року учасник чоловічої хорової капели «Бескид». Співавтор книги «Медицина Дрогобича» (історичні нариси) (2008). Автор понад 86 наукових праць, монографії «Короткий довідник амбулаторного хірурга».

## Нагороди
- орден Леніна (1961)
- медалі
- Заслужений лікар Української РСР (1957)
- Відмінник охорони здоров'я СРСР
- Відмінник народної освіти України
- Почесний громадянин міста Дрогобича (2003)